# Taparuba
Taparuba is een gemeente in de Braziliaanse deelstaat Minas Gerais. De gemeente telt 3.357 inwoners (schatting 2009).

## Aangrenzende gemeenten
De gemeente grenst aan Conceição de Ipanema, Ipanema, Mutum en Pocrane.